# Løgmanssteypið 2016
La Løgmanssteypið 2016 è stata la 62ª edizione della coppa nazionale delle Fær Øer che si è disputata tra il 24 marzo e il 27 agosto 2016. Il KÍ Klaksvík ha vinto la coppa per la sesta volta nella sua storia dopo aver sconfitto in finale il Víkingur Gøta ai tiri di rigore, e venendo così ammesso al primo turno preliminare della UEFA Europa League 2017-2018.

## Formula
Alla competizione, disputata ad eliminazione diretta, hanno partecipato 18 squadre: alle dieci squadre della Formuladeildin se ne sono aggiunte otto provenienti dalle serie inferiori. Tutti i turni si sono disputati in gara unica tranne le semifinali, giocate con partite di andata e ritorno.

## Squadre Partecipanti
| Formuladeildin (10) | 1. deild (5)                                         | 2. deild (2)            | 3. deild (1) |
| AB Argir B36 Tórshavn B68 Toftir HB Tórshavn ÍF Fuglafjørður KÍ Klaksvík NSÍ Runavík Skála ÍF TB Tvøroyri Víkingur Gøta | 07 Vestur B71 Sandur EB/Streymur Giza/Hoyvik Suðuroy | MB Miðvágur Royn Hvalba | Undrið FF    |

## Turno preliminare
| Squadra 1     | Risultato | Squadra 2   |
| ------------- | --------- | ----------- |
| 24 marzo 2016 |           |             |
| Suðuroy       | 4 – 2     | Royn Hvalba |
| 26 marzo 2016 |           |             |
| MB Miðvágur   | 0 – 2     | Undrið FF   |

## Ottavi di finale
| Squadra 1       | Risultato | Squadra 2     |
| --------------- | --------- | ------------- |
| 23 aprile 2016  |           |               |
| Giza/Hoyvik     | 2 – 0     | B68 Toftir    |
| 24 aprile 2016  |           |               |
| HB Tórshavn     | 9 – 1     | B71 Sandur    |
| Suðuroy         | 2 – 3     | Víkingur Gøta |
| TB Tvøroyri     | 1 – 2     | NSÍ Runavík   |
| Undrið FF       | 0 – 6     | Skála ÍF      |
| AB Argir        | 1 – 2     | B36 Tórshavn  |
| ÍF Fuglafjørður | 0 – 4     | KÍ Klaksvík   |
| EB/Streymur     | 2 – 1     | 07 Vestur     |

## Quarti di finale
| Squadra 1     | Risultato              | Squadra 2    |
| ------------- | ---------------------- | ------------ |
| 7 maggio 2016 |                        |              |
| Giza/Hoyvik   | 1 – 2                  | Skála ÍF     |
| 8 maggio 2016 |                        |              |
| NSÍ Runavík   | 2 – 0                  | EB/Streymur  |
| Víkingur Gøta | 3 – 3 (dts) (rig: 4-3) | HB Tórshavn  |
| KÍ Klaksvík   | 2 – 1                  | B36 Tórshavn |

## Semifinali
| Squadra 1                  | Totale | Squadra 2     | Andata | Ritorno |
| -------------------------- | ------ | ------------- | ------ | ------- |
| 25 maggio / 15 giugno 2016 |        |               |        |         |
| Skála ÍF                   | 1 – 2  | Víkingur Gøta | 0 – 1  | 1 – 1   |
| 26 maggio / 15 giugno 2016 |        |               |        |         |
| KÍ Klaksvík                | 4 – 1  | NSÍ Runavík   | 4 – 1  | 0 – 0   |

## Finale
| Arbitro: | Alex Troleis |

|                                                    |                      |                                            |
| Gregersen 14’ (aut.)                               | Marcatori            | 31’ A. Olsen                               |
| Bjartalíð Andreassen Klettskarð Danielsen S. Olsen | Tiri di rigore 5 – 3 | Gregersen Jarnskor E. Jacobsen H. Jacobsen |